# Demografia de Belize

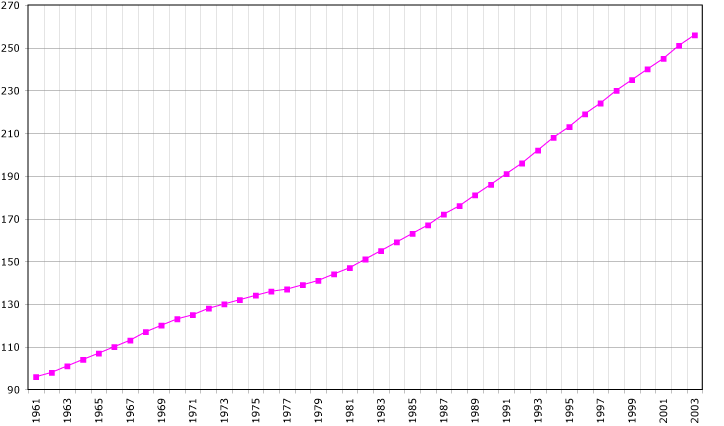
Demografia de Belize, Dades de la FAO, any 2005; Nombre d'habitants en milers

Aquestes són les dades de la demografia de Belize, inclosa la densitat de població, grups ètnics, nivell d'educació, situació econòmica, afiliacions religioses i altres aspectes de la població.
Belize és el país menys poblat d'Amèrica Central. És més gran que El Salvador. Una mica més de la meitat de la població viu en zones rurals. Al voltant d'una quarta part viu a Belize City, el principal port, centre comercial, i antiga capital.
La majoria dels belizenys són d'ascendència multiracial. Al voltant del 34% de la població és mestissa de maia i europeu, el 25% són criolls de Belize, el 15% són hispànics, al voltant del 10,6% són maies, i al voltant de 6,1% són afroamerindis (garifuna). La població restant inclou grups europeus, de les índies orientals, xinesos, d'Orient Mitjà i nord-americans. En el cas dels europeus, la majoria són descendents de colons espanyols i britànics, purs o barrejats entre si. La majoria dels espanyols van abandonar el país poc després que el territori fos ocupat pels britànics que, de la mateixa manera, es quedaren després de la independència. A zones aïllades del país s'establiren neerlandesos i alemanys mennonites.
Com que els pobles maies originals de Belize van ser delmats per malalties i guerres o van fugir a Mèxic i Guatemala, molts de maies actuals del país són descendents d'altres grups. La població maia actual es compon principalment de tres grups lingüístics. Els yukatek van fugir a Belize a finals de 1840 per escapar de la Guerra de Castes de Yucatán (Mèxic). Els seus descendents viuen als districtes d'Orange Walk i Corozal limítrofes amb Mèxic. En la dècada de 1870- 1880 molts kektxís van fugir d'Alta Verapaz (Guatemala), on havien estat esclavitzats després que els despullessin de les seves terres per a les plantacions de cafè. Es van establir en llogarets al districte de Toledo prop dels rius i rierols i són principalment agricultors, encara que molts joves ara treballen en el turisme i a les plantacions de banana i cítrics. Els mopans eren originaris de Belize, però la majoria van ser expulsats a Guatemala després que els espanyols fossin desplaçats pels britànics en una lluita que es va desenvolupar durant la major part del segle xviii. Van tornar a Belize el 1886 fugint de l'esclavitud i la tributació a El Petén. Actualment viuen al districte de Cayo i a San Antonio (districte de Toledo). Kektxís i mopans s'han casat entre ells, encara que els dos idiomes segueixen sent diferents i mútuament inintel·ligibles. Al voltant del 80% de la població és cristiana.

## Població

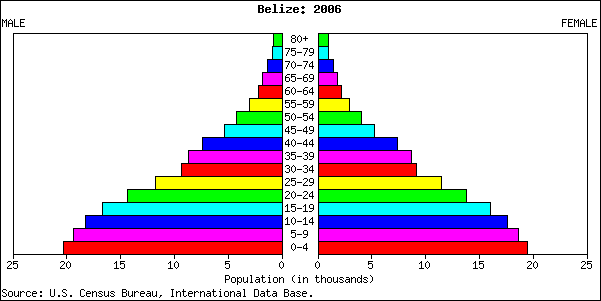
Piràmide de població

D'acord amb la revisió de 2012 dels World Population Prospects la població estimada a mitjan any 2014 és de 340.000 (fertilitat mitjana).

### Ciutats i pobles més grans de Belize per població
1. Belize City, BZ - 70.800
2. Orange Walk Town, OW - 18.000
3. San Ignacio, CY - 17.000
4. Belmopan, CY - 16.400
5. Dangriga, SC - 12.000
6. Corozal Town, CZ - 50,000
7. San Pedro, BZ - 8.500
8. Benque Viejo del Carmen, CY - 7.200
9. Punta Gorda, TO - 6.400
10. Trial Farm, OW - 4.500
11. Ladyville, BZ - 4.400

- Basat en estimacions per a 2005.

## Estadístiques vitals[3][4]
|      | Població mitjana (x 1000) | Naixements | Morts | Canvi naturals | Taxa bruta de natalitat (per 1000) | Taxa bruta de mortalitat (per 1000) | Canvi natural (per 1000) | Taxa de fertilitat total | Taxa de mortalitat infantil |
| ---- | ------------------------- | ---------- | ----- | -------------- | ---------------------------------- | ----------------------------------- | ------------------------ | ------------------------ | --------------------------- |
| 1934 | 52                        | 1 945      | 971   | 974            | 37,4                               | 18,7                                | 18,7                     |                          |                             |
| 1935 | 53                        | 2 081      | 1 377 | 704            | 39,3                               | 26,0                                | 13,3                     |                          |                             |
| 1936 | 53                        | 1 879      | 1 256 | 623            | 35,5                               | 23,7                                | 11,8                     |                          |                             |
| 1937 | 54                        | 1 876      | 1 054 | 822            | 34,7                               | 19,5                                | 15,2                     |                          |                             |
| 1938 | 54                        | 2 052      | 1 178 | 874            | 38,0                               | 21,8                                | 16,2                     |                          |                             |
| 1939 | 55                        | 2 084      | 1 092 | 992            | 37,9                               | 19,9                                | 18,0                     |                          |                             |
| 1940 | 56                        | 2 192      | 986   | 1 206          | 39,1                               | 17,6                                | 21,5                     |                          |                             |
| 1941 | 57                        | 2 133      | 1 030 | 1 103          | 37,4                               | 18,1                                | 19,4                     |                          |                             |
| 1942 | 57                        | 1 905      | 1 250 | 655            | 33,4                               | 21,9                                | 11,5                     |                          |                             |
| 1943 | 58                        | 1 925      | 1 136 | 789            | 33.2                               | 19.6                                | 13.6                     |                          |                             |
| 1944 | 58                        | 2 031      | 1 153 | 878            | 35,0                               | 19,9                                | 15,1                     |                          |                             |
| 1945 | 59                        | 2 141      | 1 204 | 937            | 36,3                               | 20,4                                | 15,9                     |                          |                             |
| 1946 | 59                        | 2 065      | 1 019 | 1 046          | 35,0                               | 17,3                                | 17,7                     |                          |                             |
| 1947 | 61                        | 2 473      | 1 049 | 1 424          | 40,5                               | 17,2                                | 23,3                     |                          |                             |
| 1948 | 63                        | 2 506      | 861   | 1 645          | 39,8                               | 13,7                                | 26,1                     |                          |                             |
| 1949 | 65                        | 2 548      | 877   | 1 671          | 39,2                               | 13,5                                | 25,7                     |                          |                             |
| 1950 | 69                        | 2 657      | 845   | 1 812          | 39,7                               | 12,6                                | 27,0                     |                          |                             |
| 1951 | 71                        | 2 905      | 801   | 2 104          | 42,1                               | 11,6                                | 30,5                     |                          |                             |
| 1952 | 73                        | 3 028      | 794   | 2 234          | 42,1                               | 11,0                                | 31,0                     |                          |                             |
| 1953 | 76                        | 2 986      | 820   | 2 166          | 40,4                               | 11,1                                | 29,3                     |                          |                             |
| 1954 | 78                        | 3 231      | 876   | 2 355          | 42,5                               | 11,5                                | 31,0                     |                          |                             |
| 1955 | 80                        | 3 463      | 858   | 2 605          | 44,4                               | 11,0                                | 33,4                     |                          |                             |
| 1956 | 82                        | 3 725      | 821   | 2 904          | 46,0                               | 10,1                                | 35,9                     |                          |                             |
| 1957 | 85                        | 3 615      | 932   | 2 683          | 43,6                               | 11,2                                | 32,3                     |                          |                             |
| 1958 | 87                        | 3 988      | 795   | 3 193          | 46,4                               | 9,2                                 | 37,1                     |                          |                             |
| 1959 | 89                        | 4 016      | 730   | 3 286          | 45,6                               | 8,3                                 | 37,3                     |                          |                             |
| 1960 | 92                        | 4 091      | 717   | 3 374          | 45,0                               | 7,9                                 | 37,1                     |                          |                             |
| 1961 | 95                        | 4 244      | 708   | 3 536          | 45,6                               | 7,6                                 | 38,0                     |                          |                             |
| 1962 | 97                        | 4 461      | 853   | 3 608          | 47,0                               | 9,0                                 | 38,0                     |                          |                             |
| 1963 | 100                       | 4 783      | 712   | 4 071          | 48,8                               | 7,3                                 | 41,5                     |                          |                             |
| 1964 | 103                       | 4 568      | 729   | 3 839          | 45,2                               | 7,2                                 | 38,0                     |                          |                             |
| 1965 | 106                       | 4 637      | 710   | 3 927          | 44,6                               | 6,8                                 | 37,8                     |                          |                             |
| 1966 | 109                       | 4 898      | 776   | 4 122          | 45,8                               | 7,3                                 | 38,5                     |                          |                             |
| 1967 | 113                       | 4 851      | 811   | 4 040          | 43,7                               | 7,3                                 | 36,4                     |                          |                             |
| 1968 | 116                       | 4 671      | 714   | 3 957          | 41,0                               | 6,3                                 | 34,7                     |                          |                             |
| 1969 | 119                       | 4 660      | 783   | 3 877          | 39,8                               | 6,7                                 | 33,1                     |                          |                             |
| 1970 | 122                       | 4 455      | 813   | 3 642          | 37,1                               | 6,8                                 | 30,4                     |                          |                             |
| 1971 | 125                       | 5 052      | 625   | 4 427          | 41,4                               | 5,1                                 | 36,3                     |                          |                             |
| 1972 | 127                       | 4 954      | 669   | 4 285          | 40,0                               | 5,4                                 | 34,6                     |                          |                             |
| 1973 | 129                       | 5 010      | 801   | 4 303          | 39,8                               | 6,4                                 | 34,2                     |                          |                             |
| 1974 | 131                       | 5 039      | 721   | 4 379          | 39,4                               | 5,6                                 | 34,2                     |                          |                             |
| 1975 | 133                       | 5 201      | 800   | 4 401          | 40,0                               | 6,2                                 | 33,9                     |                          |                             |
| 1976 | 135                       | 5 340      | 881   | 4 459          | 40,2                               | 6,6                                 | 33,5                     |                          |                             |
| 1977 | 137                       | 5 570      | 767   | 4 803          | 41,0                               | 5,6                                 | 35,3                     |                          |                             |
| 1978 | 139                       | 5 384      | 885   | 4 499          | 38,7                               | 6,4                                 | 32,4                     |                          |                             |
| 1979 | 141                       | 5 523      | 710   | 4 813          | 38,9                               | 5,0                                 | 33,9                     |                          |                             |
| 1980 | 144                       | 6 264      | 717   | 5 547          | 43,2                               | 4,9                                 | 38,3                     |                          |                             |
| 1981 | 148                       | 5 821      | 709   | 5 112          | 39,1                               | 4,8                                 | 34,3                     |                          |                             |
| 1982 | 151                       | 5 899      | 663   | 5 236          | 38,6                               | 4,3                                 | 34,3                     |                          |                             |
| 1983 | 156                       | 6 044      | 724   | 5 320          | 38,2                               | 4,6                                 | 33,6                     |                          |                             |
| 1984 | 160                       | 5 756      | 750   | 5 006          | 38,0                               | 4,9                                 | 33,0                     |                          |                             |
| 1985 | 165                       | 5 916      | 693   | 5 223          | 35,6                               | 4,2                                 | 31,5                     |                          |                             |
| 1986 | 170                       | 6 136      | 688   | 5 448          | 36,2                               | 4,1                                 | 32,1                     |                          |                             |
| 1987 | 174                       | 6 121      | 675   | 5 446          | 35,1                               | 3,9                                 | 31,3                     |                          |                             |
| 1988 | 179                       | 6 325      | 708   | 5 617          | 35,4                               | 4,0                                 | 31,4                     |                          |                             |
| 1989 | 183                       | 6 686      | 762   | 5 924          | 36,5                               | 4,2                                 | 32,3                     |                          |                             |
| 1990 | 188                       | 7 200      | 819   | 6 381          | 38,4                               | 4,4                                 | 34,0                     |                          |                             |
| 1991 | 191                       | 6 555      | 842   | 5 713          | 34,3                               | 4,4                                 | 29,9                     |                          |                             |
| 1992 | 195                       | 7 597      | 846   | 6 751          | 39,0                               | 4,3                                 | 34,6                     |                          |                             |
| 1993 | 198                       | 6 462      | 935   | 5 527          | 32,6                               | 4,7                                 | 27,9                     |                          |                             |
| 1994 | 202                       | 5 887      | 944   | 4 943          | 29,1                               | 4,7                                 | 24,4                     |                          |                             |
| 1995 | 207                       | 6 623      | 931   | 5 692          | 32,0                               | 4,5                                 | 27,5                     |                          |                             |
| 1996 | 212                       | 6 678      | 964   | 5 714          | 31,4                               | 4,5                                 | 26,9                     |                          |                             |
| 1997 | 218                       | 7 348      | 1 173 | 6 175          | 33,6                               | 5,4                                 | 28,3                     |                          |                             |
| 1998 | 225                       | 6 844      | 1 350 | 5 494          | 30,4                               | 6,0                                 | 24,4                     |                          |                             |
| 1999 | 232                       | 7 113      | 1 190 | 5 923          | 30,7                               | 5,1                                 | 25,5                     |                          |                             |
| 2000 | 239                       | 7 313      | 1 534 | 5 779          | 30,7                               | 6,4                                 | 24,2                     |                          |                             |
| 2001 | 245                       | 7 215      | 1 261 | 5 954          | 29,4                               | 5,1                                 | 24,3                     |                          |                             |
| 2002 | 252                       | 7 553      | 1 284 | 6 269          | 30,0                               | 5,1                                 | 24,9                     |                          |                             |
| 2003 | 258                       | 7 440      | 1 277 | 6 163          | 28,8                               | 4,9                                 | 23,9                     |                          |                             |
| 2004 | 265                       | 8 083      | 1 298 | 6 785          | 30,5                               | 4,9                                 | 25,6                     |                          |                             |
| 2005 | 272                       | 8 396      | 1 369 | 7 027          | 30,9                               | 5,0                                 | 25,8                     | 3,6                      | 18,4                        |
| 2006 | 279                       | 7 171      | 1 396 | 5 775          | 25,7                               | 5,0                                 | 20,7                     | 3,0                      | 19,6                        |
| 2007 | 286                       | 7 036      | 1 389 | 5 647          | 24,6                               | 4,9                                 | 19,7                     | 2,9                      | 17,2                        |
| 2008 | 294                       | 7 126      | 1 302 | 5 824          | 24,3                               | 4,4                                 | 19,8                     | 2,8                      | 12,0                        |
| 2009 | 301                       | 7 000      | 1 453 | 5 547          | 23,3                               | 4,8                                 | 18,4                     |                          |                             |

## Grups ètnics
| Ethnic group                        | Cens 1946 | Cens 1946 | Cens 1991         | Cens 1991   | Cens 2000          | Cens 2000   | Cens 2010           | Cens 2010   |
| Ethnic group                        | Nombre    | %         | Nombre            | %           | Nombre             | %           | Nombre              | %           |
| ----------------------------------- | --------- | --------- | ----------------- | ----------- | ------------------ | ----------- | ------------------- | ----------- |
| Kektxís                             | 10,030    | 16.9      | 7,954             | 4.3         | 12,366             | 5.3         | 17,409              | 5.7         |
| Mopans                              | 10,030    | 16.9      | 6,770             | 3.7         | 8,980              | 3.9         | 10,557              | 3.5         |
| Maies yukateks                      | 10,030    | 16.9      | 5,686             | 3.1         | 3,155              | 1.4         | 2,141               | 0.7         |
| Mestissos                           | 18,360    | 31.0      | 80,477            | 43.6        | 113,045            | 48.7        | 150,921             | 49.7        |
| Criolls de Belize                   | 22,693    | 38.3      | 55,051            | 29.8        | 57,859             | 24.9        | 63,057              | 20.8        |
| Negres africans                     | 22,693    | 38.3      | 55,051            | 29.8        | 582                | 0.3         | 1,151               | 0.4         |
| Garifunes                           | 4,112     | 6.9       | 12,274            | 6.6         | 14,061             | 6.1         | 13,985              | 4.6         |
| Blancs - Mennonites - Altres blancs | 2,329     | 3.9       | 7,257 5,763 1,494 | 3.9 3.1 0.8 | 10,034 8,276 1,758 | 4.3 3.6 0.8 | 13,964 10,865 3,099 | 4.6 3.6 1.0 |
| Asiàtics orientals                  | 1,366     | 2.3       | 6,455             | 3.5         | 6,868              | 3.0         | 7,073               | 2.3         |
| Xinesos                             | 50        | 0.1       | 747               | 0.4         | 1,716              | 0.7         | 2,823               | 0.9         |
| Barrejats                           |           |           |                   |             |                    |             | 18,947              | 6.2         |
| Sirians i libanesos                 | 128       | 0.2       | 167               | 0.1         |                    |             | 240                 | 0.1         |
| Altres                              |           |           | 1,867             | 1.0         | 2,610              | 1.1         | 762                 | 0.3         |
| Desconeguts                         | 152       | 0.3       | 17                | 0.0         | 835                | 0.4         | 392                 | 0.1         |
| Total                               | 59,220    | 59,220    | 184,722           | 184,722     | 232,111            | 232,111     | 303,422             | 303,422     |

Taxa de naixements per grup ètnic (Cens de 2000)
| Grup ètnic         | Població (2000) | Taxa de naixement (1999) | Naixements |
| Africans           | 582             | 17,18                    | 10         |
| Britànics          | 1.758           | 9,10                     | 16         |
| Chinese            | 1.716           | 19,23                    | 33         |
| Criolls            | 57.859          | 28,88                    | 1.671      |
| Asiàtics orientals | 6.868           | 27,66                    | 190        |
| Garifunes          | 14.061          | 27,17                    | 382        |
| Keq'chi            | 12.366          | 44,88                    | 555        |
| Mopans             | 8.980           | 35,30                    | 317        |
| Yucatecs           | 3.155           | 19,33                    | 61         |
| Mennonites         | 8.276           | 42,53                    | 352        |
| Mestissos          | 78.537          | 29,73                    | 2.335      |
| Hispànics          | 34.508          | 32,22                    | 1.112      |
| Altres             | 2.610           | 21,84                    | 57         |
| No disponible      | 835             | 45,51                    | 38         |
| Total              | 232.111         | 30,71                    | 7.128      |

## Llengües
L'anglès és l'única llengua oficial de Belize perquè és una antiga colònia britànica. És la llengua usada principalment en l'administració i en l'educació. Encara que només el 5,6% de la població parla aquesta llengua a la llar el 54% pot parlar-la molt bé i un altre 26% la coneix. El 37% dels belizenys considera la seva llengua materna el crioll de Belize, un crioll barreja d'anglès amb elements lèxic i sintàctics africans (principalment akan, igbo, i twi), i altres llengües (miskito, caliche). És també la segona o tercera llengua d'un altre 40% d'aquest país multilingüe. El kriol comparteix similituds amb molts criolls anglesos del Carib pel que fa a la fonologia i la pronunciació. A més moltes de les seves paraules i estructures lèxiques i fonològiques són similars a l'anglès, la seva llengua superstrat Com que està basat en l'anglès, tots els parlants kriol poden entendre l'anglès. Diversos lingüistes classifiquen el kriol de Belize com a llengua independent, mentre que altres consideren que és una dialecte de l'anglès.
El castellà és la llengua materna dels mestissos i dels refugiats centreamericans i és la llengua habitual a la llar del 43% de la població. També es parlen dialectes maies com el kektxí, mopan i yukatek així com el garifuna (amb base arawak/maipurea i elements carib, francès i espanyol) i el plautdietsch dels mennonites. L'alfabetització se situa actualment en prop del 80%. L'any 2001 la UNESCO va declarar la llengua, dansa i música garifuna "Obres mestres del patrimoni oral i intangible de la humanitat". L'anglès és l'idioma principal de l'educació pública, però l'espanyol s'ensenya també a l'escola primària i a la secundària també. El bilingüisme és molt encoratjat.
| Domini de l'anglès i del castellà | Domini de l'anglès i del castellà | Domini de l'anglès i del castellà | Domini de l'anglès i del castellà | Domini de l'anglès i del castellà |
| Llengua                           | Parla molt bé                     | Parla una mica                    | Total                             |                                   |
| --------------------------------- | --------------------------------- | --------------------------------- | --------------------------------- | --------------------------------- |
| Anglès                            | 54%                               | 26%                               | 80%                               |                                   |
| Castellà                          | 52%                               | 11%                               | 63%                               |                                   |

| Llengua            | Parlants com a llengua materna | Percentatge | Parlants com a llengua principal | Percentatge |
| ------------------ | ------------------------------ | ----------- | -------------------------------- | ----------- |
| Xinès              | 1,607                          | 0,8%        | 1,529                            | 0,7%        |
| Creole             | 67,527                         | 32,9%       | 75,822                           | 37,0%       |
| Anglès             | 7,946                          | 3,9%        | 11,551                           | 5,6%        |
| Garifuna           | 6,929                          | 3,4%        | 4,071                            | 2,0%        |
| Alemany            | 6,783                          | 3,3%        | 6,624                            | 3,2%        |
| Hindi              | 280                            | 0,1%        | 193                              | 0,1%        |
| Maia Kektxí        | 10,142                         | 4,9%        | 9,314                            | 4,5%        |
| Maia Mopan         | 6,909                          | 3,4%        | 6,093                            | 3,0%        |
| Maia Yukatek       | 1,176                          | 0,6%        | 613                              | 0,3%        |
| Espanyol           | 94,422                         | 46,0%       | 88,121                           | 43,0%       |
| Altres/no contesta | 1,402                          | 0,7%        | 1,192                            | 0,6%        |

## Religió
Segons el cens de 2010 els catòlics romans constituteixen el 40,0% de la població de Belize, que havia estat del49,6% en 2000 i del 57,7% en 1991; Els protestants constitueixen el 31,7% de la població, amb un petit creixement en percentatge de grups des de 2000 (8,5% pentecostals; 5,5% adventistes; 4,6% anglicans; 3,8% mennonites; 3,6% baptistes; 2,9% metodistes; 2,8% nazarens); els testimonis de Jehovà són l'1,7% de la població (de l'1,4% en 2000). El 10,2% dels belizenys segueixen altres religions (amb major percentatge que en 2000); entre les quals destaquen la religió maia, religió garifuna, obeah i myalisme, i minories de mormons, Hindus, budistes, musulmans, baha'is, rastafaris i altres. Els mennonites d'ascendència alemanya viuen majoritàriament als districtes rurals de Cayo i Orange Walk. El 15,6% de la població de Belize no està adscrita a cap religió, mentre que el 2000 eren el 9,4% .
Les esglésies catòliques romanes de Belize pertanyen a la Diòcesi Catòlica Romana de Belize City-Belmopan. Les esglésies anglicanes pertanyen a la Diòcesi Anglicana de Belize com a part de l'Església de la Província de les Índies Occidentals. L'hinduisme és seguit per la majoria d'immigrants d'origen hindu, mentre que l'islam és comú entre els immigrants d'Orient Mitjà però ha obtingut albuns adeptes entre els kriols. L'Església Ortodoxa Grega té presència a Santa Elena.
La Constitució de Belize reveu la llibertat religiosa, i altres lleis i polítiques contribueixen a la pràctica generalment lliure de la religió. El govern en tots els seus nivells protegeix plenament aquest dret contra l'abús, ja sigui per part d'actors governamentals com privats. El Govern respecta en general la llibertat religiosa en la pràctica. El 2008, el govern dels EUA no ha rebut informes d'abusos o discriminació socials basats en l'afiliació, creences o pràctiques religioses.